# Gangstar: Crime City
Gangstar: Crime City es un videojuego de móviles desarrollado y publicado por Gameloft. El juego se trata de un gánster que explora la ciudad ficticia de Crime City en busca de dinero, el poder y la ocupación de los distritos y por supuesto ascender en el mundo criminal

## Jugabilidad
Gangstar: Crime City es un videojuego de acción y aventura de arriba hacia abajo 2D. El mundo del juego se puede recorrer a pie o en vehículo.
Crime City, el escenario titular (ficticio) del juego, es casi como una combinación de Los Ángeles y Miami (que consiste principalmente en áreas con sede en Miami). Áreas como Ocean Beach (como se usa en Grand Theft Auto: Vice City) y Ocean Drive son ejemplos. Policías y sus vehículos están diseñados según el LAPD.
El mundo del juego está estructurado como un abierto con un entorno basado en sandbox, lo que le brinda al jugador un área considerable para moverse; Está dividido en dos mapas que representan un distrito suburbano exclusivo y en decadencia, respectivamente. A pie, el jugador puede correr y disparar a peatones y automóviles, y es posible operar una variedad de vehículos. Si bien las misiones de la historia son necesarias para avanzar en el juego, no son obligatorias ya que los jugadores pueden completarlas a su propio ritmo. Además de la historia principal, los jugadores también pueden participar en actividades paralelas como carreras callejeras, comprar propiedades como un restaurante y un sello discográfico, y el tráfico de drogas (aunque dada la naturaleza muy censurada del juego, Los eufemismos como "caramelos" y otros términos relacionados con la confitería se utilizan para evitar cualquier referencia directa a narcóticos).
En las tiendas de armas, el jugador puede comprar armas (incluyendo una pistola que tiene munición infinita, la Uzi (que se usa para cometer disparos desde el vehículo), una escopeta, el rifle de asalto AK-47, un rifle de francotirador y un bazooka/lanzacohetes (que solo se encuentra en ciertos lugares y algunas misiones)), salud y chaleco antibalas adicionales. Combate cuerpo a cuerpo y melé no están disponibles en el juego.

## Peatones, Gánsteres y Policía
En el juego hay varios tipos de peatones, los civiles que son pacíficos a excepción de algunos hostiles que si son amenazados responderán con armas tales pistolas o uzi. Los gánsteres se encuentran en muchas partes y son traficantes, si uno se acerca a ellos y presiona la tecla 0 (cero) del móvil, aparecerá una tienda de "Golosinas" (drogas en el juego) o armas para comprar, algunos gánsteres si son atacados se volverán hostiles o huirán del lugar. Los policías se encuentran en casi toda la ciudad, rondando en vehículos o a pie, si son atacados responderán el fuego y aparecerá una placa de búsqueda y captura policial, mientras más placas se obtengan, mayor será la hostilidad de los policías, de usar pistolas, pasaran a usar escopetas si el nivel se eleva a 3 placas y si se eleva a superior a 4 utilizaran fusiles AK-47

## Armas
Las tiendas de armas son lugares donde el jugador puede comprar salud, armas y guardaespaldas. La selección abarca desde la pistola, con munición infinita, la Uzi, que pueden ser utilizados para los tiroteos y disparar desde un vehículo, el rifle AK-47, una escopeta de acción, y el lanzacohetes, que solo se puede obtener en determinados lugares. A diferencia de Grand Theft Auto, los jugadores se limitan solo al uso de las armas, ya que los ataques cuerpo a cuerpo no están disponibles en el juego.

## Recepción
Gangstar: Crime City recibió una recepción mixta a positiva por parte de los críticos, con elogios a la jugabilidad y los esfuerzos de Gameloft para llevar una experiencia similar a Grand Theft Auto a los dispositivos móviles, que no ha visto ningún lanzamiento oficial desde Rockstar hasta el lanzamiento móvil del décimo aniversario de Grand Theft Auto III en 2011. Levi Buchanan de IGN le dio a Crime City una puntuación de 7.4 de 10, indicando "Si puedes entrar Gangstar sin ninguna expectativa que no sea un facsímil razonable de la experiencia de GTA en la pantalla más pequeña a un precio de ganga, definitivamente hay algunas patadas. Simplemente mantén tu lengua plantada firmemente en la mejilla mientras juegas". En una crítica similarmente positiva, Pocket Gamer también notó que el juego se basa en gran medida en Grand Theft Auto, afirmando "aunque no es lo mejor que podría ser, Gangstar: Crime City es una buena puñalada / disparo/otro-violento-verbo metafórico para convertir GTA en forma móvil. Sólido, si no completamente pulido", Si bien ambos revisores notaron el mundo abierto y las misiones del juego, su representación estereotípica de la cultura gangsta rap y hip-hop fue criticada y ridiculizada por ser un cliché y lengua en la mejilla.

## Leer más
- Gangstar 2: Kings of L.A
- Gangstar: West Coast Hustle
- Gangstar: Miami Vindication
- Gangstar Rio: City of Saints